# Quadrula stapes
Quadrula stapes es una especie de molusco bivalvo  de la familia Unionidae.

## Distribución geográfica
La especie es  endémica de los Estados Unidos.